# Cuphea sessilifolia
Cuphea sessilifolia là một loài thực vật có hoa trong họ Lythraceae. Loài này được Mart. mô tả khoa học đầu tiên năm 1841.